# Weinbau in Michigan
Weinbau in Michigan bezeichnet den Weinbau im amerikanischen Bundesstaat Michigan. Gemäß US-amerikanischem Gesetz ist jeder Bundesstaat und jedes County eine geschützte Herkunftsbezeichnung und braucht nicht durch das Bureau of Alcohol, Tobacco, Firearms and Explosives als solche anerkannt zu werden.
101 Weingüter bewirtschafteten im Jahr 2011 die Rebflächen, die über vier Subregionen, die so genannten American Viticultural Area, verfügt. Insgesamt wurden 4,92 Mio. Liter (1,3 Mio. Gallonen) Wein erzeugt.
Das Weingeschäft sowie der Weintourismus in der Region generierten im Jahr 2011 ungefähr 300 Millionen US-Dollar Umsatz. Die Weingüter ziehen jährlich ungefähr 1 Mio. Besucher an. Der überwiegende Anteil der Qualitätsweine wird in den Subregionen (AVAs) Fennville AVA, Lake Michigan Shore AVA, Leelanau Peninsula AVA und Old Mission Peninsula AVA erzeugt. Auf die beiden erstgenannten Herkunftsgebiete entfallen 46 % der Rebflächen, wobei Fennville wesentlich kleiner als Lake Michigan Shore ist. Der Rest entfällt zu fast gleichen Teilen auf die beiden letztgenannten Gebiete. Die Anbauzone liegt in einem Streifen von max. 40 km Breite entlang des Lake Michigan. Im Winter profitieren die Reben von einer schützenden Schneeschicht, die aus dem Lake effect snow resultiert.
Aufgrund des kühlen Klimas versuchen sich die Winzer ähnlich wie ihre kanadischen Kollegen seit Anfang 2000 in der Herstellung von Eiswein. Neben dem klassischen Wein ist Michigan einer der bedeutendsten Produzenten von Fruchtweinen, insbesondere Kirschwein.

## Rebsorten
Der überwiegende Anteil der geernteten Trauben dienen der Erzeugung von Traubensaft oder Gelee. Von insgesamt 100.000 Tonnen Erntegut im Jahr 2005 flossen lediglich 4600 Tonnen in die Weinerzeugung. Der Anteil europäischer Edelreben steigt dabei ständig. Von den 4600 Tonnen entfielen 2640 Tonnen auf europäische Sorten, 1660 Tonnen auf Hybridreben und lediglich 300 Tonnen auf amerikanische Rebsorten. Zu den europäischen Rebsorten zählen Cabernet Franc, Chardonnay, Gewürztraminer, Pinot Noir, Merlot, Syrah, Pinot Gris und Riesling (340 acres im Jahr 2006). Im Jahr 2007 waren lediglich 12 % der bestockten Fläche für den ausschließlichen Weinbau bestimmt.

## Geschichte
Die ersten gewerblichen Rebflächen wurden nach dem Ende der Prohibition eingerichtet. Große Mengen der Sorte Concord wurden im Südwesten des Bundesstaates als Zulieferung der Welch Grape Juice Company geerntet. Innerhalb weniger Jahre etablierten sich vier größere Weingüter in Michigan: La Salle Wine and Champagne Company in Windsor (Ontario), die Bronte Champagne and Wines Company in Hartford, die Michigan Wineries (jetzt Tabor Hill Winery) in Buchanan sowie die St. Julian Winery in Windsor.
Die ersten Weine aus Michigan waren Süßweine aus den amerikanischen Rebsorten Catawba, Concord und Niagara oder von Hybridreben. Diese Sorten haben den Vorteil, an das Klima der Anbaugebiete angepasst zu sein und ausreichend hohe Erträge sowie Mostgewichte zu erbringen. Außerdem ermöglichte der Anbau dieser Sorte den Winzern die Möglichkeit, die Ernte entweder dem Weinbau oder der Weiterverarbeitung von Saft und Gelee zuzuführen.